# Dulcimer
De dulcimer is een snaarinstrument en komt uit de Appalachen (mountain dulcimer genoemd). Het instrument wordt daar gespeeld met de vingers zoals de hommel in West-Europa wordt bespeeld. Beide instrumenten verschillen echter aanmerkelijk van elkaar.
De dulcimer, die wel is afgeleid van de hommel, heeft geen resonantiesnaren die de hommel het kenmerkende, zoemende geluid geven. Het bespelen van de dulcimer wordt als moderner aangemerkt.
De getokkelde dulcimer had van oudsher ook een gestreken variant, een moderne versie is recentelijk door Kenneth Bloom uit Noord-Carolina ontwikkeld.
De dulcimer is geëxporteerd vanuit Europa, en daarna vanuit Amerika weer heringevoerd. Mensen uit bijvoorbeeld Nederland, Frankrijk en Duitsland bespelen de dulcimer (weer).
Er zijn mensen bekend in Canada die deze instrumenten van hun (voor)ouders overgenomen hebben en nu niet meer weten hoe dat instrument bespeeld werd. Ze hebben zich daarom hun eigen stijl moeten aanleren.